# Berliner Turnerschaft
La Berliner Turnerschaft è una società sportiva tedesca, proveniente da Berlino.
Nata circa nel 1860, è nota perché alcuni membri del club parteciparono alle gare di ginnastica di Giochi della I Olimpiade di Atene del 1896, vincendo la medaglia d'oro nelle parallele a squadre, davanti a due squadre greche Panellinios GS Atene e Ethnikos Gymnastikos Syllogos.
I componenti di questa società che parteciparono ai giochi di Atene 1896 furono Alfred Flatow, Karl Neukirch e Carl Schuhmann. In particolare, quest'ultimo fu l'atleta che vinse il maggior numero di medaglie d'oro , quattro.
| Controllo di autorità | VIAF (EN) 155370821 |